# يان ليانغ كون
يان ليانغ كون 严良堃 هو نائب رئيس اتحاد الموسيقيين الصيني ومدير أكاديمية قيادة الجوقة والغناء الجماعي الصيني وقائد الجوقة للأوركسترا المركزية الصينية. ولد في مدينة وو هان عام 1923، وبدأ مسيرته الفنية عام 1938 في حركة الكفاح ضد العدوان الياباني. وفي عام 1940 قاد «فرفة الأطفال المسرحية» لأول مرة لتقديم عرض «غناء جماعي للنهر الأصفر». وفي عام 1942 التحق بكلية دراسة التلحين بمعهد الموسيقى الوطني وتعلم قيادة الجوقة من الأستاذ وو بو تشاو. وفي عام 1947 بعد التخرج بدأ يمارس تدريس التلحين والقيادة في معهد الموسيقى الصينية بهونغ كونغ. في عام 1993 كرمته وزارة الثقافة الصينية كخبير بارز ساهم في قضية الفنون الصينية.